# Тінделл (Міссурі)
Тінделл (англ. Tindall) — місто (англ. city) в США, в окрузі Ґранді штату Міссурі. Населення — 46 осіб (2020).

## Географія
Тінделл розташований за координатами 40°9′39″ пн. ш. 93°36′35″ зх. д. / 40.16083° пн. ш. 93.60972° зх. д. (40.160878, -93.609654).  За даними Бюро перепису населення США в 2010 році місто мало площу 0,34 км², уся площа — суходіл.

## Демографія
Згідно з переписом 2010 року, у місті мешкало 77 осіб у 32 домогосподарствах у складі 20 родин. Густота населення становила 225 осіб/км².  Було 34 помешкання (99/км²).
Расовий склад населення:
| - 100,0 % — білих |

До двох чи більше рас належало 0,0 %. Частка іспаномовних становила 0,0 % від усіх жителів.
За віковим діапазоном населення розподілялося таким чином: 31,2 % — особи молодші 18 років, 54,5 % — особи у віці 18—64 років, 14,3 % — особи у віці 65 років та старші. Медіана віку мешканця становила 43,5 року. На 100 осіб жіночої статі у місті припадало 87,8 чоловіків;  на 100 жінок у віці від 18 років та старших — 76,7 чоловіків також старших 18 років.
Медіана доходів становила 35 000 доларів для чоловіків та 30 250 доларів для жінок. 
Цивільне працевлаштоване населення становило 33 особи. Основні галузі зайнятості: освіта, охорона здоров'я та соціальна допомога — 30,3 %, сільське господарство, лісництво, риболовля — 21,2 %, виробництво — 18,2 %.